# Satrapes sartorii
Satrapes sartorii är en skalbaggsart som först beskrevs av Ludwig Redtenbacher 1858.  Satrapes sartorii ingår i släktet Satrapes och familjen stumpbaggar. Inga underarter finns listade i Catalogue of Life.